# The Hobbit (film, 1966)
Pour les articles homonymes, voir Hobbit (homonymie).
Pour plus de détails, voir Fiche technique et Distribution.
The Hobbit est un court métrage d'animation réalisé par Gene Deitch adapté du roman Le Hobbit de l'écrivain britannique J. R. R. Tolkien.

## Résumé
La prospère ville de Dale est détruite par le dragon Slag, qui s'empare de ses trésors, parmi lesquels l'Arkenstone, et massacre tous ses habitants. Seules trois personnes survivent au désastre : un garde, le général Thorin Oakenshield et la princesse Mika.
Ils se rendent à la tour du magicien Gandalf, qui leur apprend que « l'heure du hobbit est venue ». Gandalf et les trois survivants de Dale arrivent chez Bilbo Baggins et lui expliquent la situation : la prophétie annonce qu'il doit tuer le dragon. Incrédule et effrayé, Bilbo accepte néanmoins de les accompagner.
Durant leur traversée des montagnes, les quatre voyageurs sont capturés par des Groans, mais Bilbo parvient à les sauver. Il rencontre Gollum dans les tunnels des Grablins et trouve l'Anneau unique. Les quatre compagnons traversent la forêt de Mirkwood et arrivent au repaire de Slag. Grâce à l'Anneau, Bilbo dérobe l'Arkenstone et l'utilise pour tuer le dragon. Dale est reconstruite, Bilbo épouse la princesse et en devient le souverain avant de rentrer chez lui.

## Histoire
Après la publication du Seigneur des anneaux (1954-1955), J. R. R. Tolkien et son éditeur Allen & Unwin reçoivent plusieurs propositions émanant de studios américains souhaitant adapter au cinéma ce roman ou son prédécesseur Le Hobbit, paru en 1937. Tolkien et Rayner Unwin s'accordent sur une politique résumée par la formule « Art or Cash » : n'accepter que les offres les plus intéressantes financièrement parlant, ou bien celles laissant à l'auteur un droit de regard important sur l'adaptation.
Fin 1961, un accord est conclu entre Allen & Unwin et la société de production de William L. Snyder Rembrandt Films, qui souhaite réaliser un long métrage d'animation à partir du Hobbit,. Les négociations se poursuivent durant les premiers mois de 1962 et le contrat est finalement signé en avril : Snyder a jusqu'au 30 juin 1966 pour produire son adaptation du Hobbit. Rien ne bouge durant les deux années qui suivent, et la correspondance de Tolkien le montre doutant sérieusement qu'il en sortira jamais quelque chose.
En 1964, Snyder fait appel à l'animateur Gene Deitch, un Américain exilé à Prague, pour travailler sur l'adaptation. Deitch passe une année entière à écrire un scénario, prenant quelques libertés avec le récit original et intégrant des éléments issus de sa suite, Le Seigneur des anneaux. Deux ans plus tard, alors que la date-butoir approche, Snyder demande à Deitch de réaliser un film qui tienne sur une bobine 35 mm, en un mois maximum. Deitch fait appel au dessinateur tchécoslovaque Adolf Born pour les visuels, et à un ami américain, Herb Lass, pour la narration. Faute de temps et de moyens, le film ne présente aucune réelle animation. Le projet est achevé juste à temps pour être diffusé dans une petite salle de projection de Manhattan le 30 juin 1966, devant un public restreint.
Quelques années plus tard, United Artists rachète les droits du Hobbit à Snyder, en même temps qu'ils obtiennent ceux du Seigneur des anneaux. Ils les revendent à leur actuel détenteur, Saul Zaentz, en 1976. Le court métrage de Gene Deitch que l'on pensait perdu a quant à lui refait surface sur YouTube en 2012soit 46 ans plus tard.